# 에릭 올린 라이트

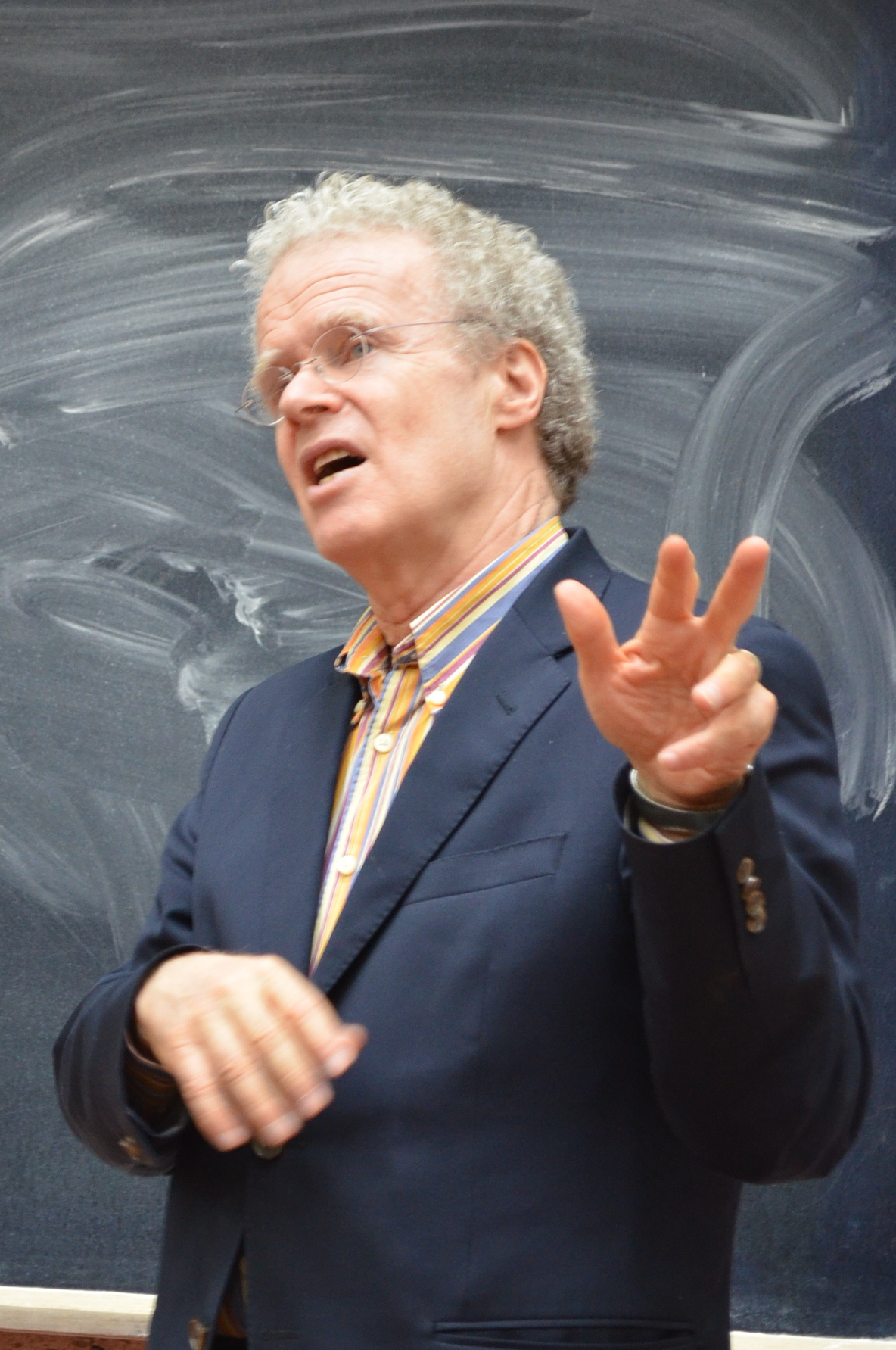

에릭 올린 라이트 (Erik Olin Wright, 1947년 2월 9일 – 2019년 1월 23일)는 미국의 분석적 마르크스주의 사회학자이자 교육자로서 사회 계층화 와 자본주의에 대한 평등주의적 대안적 미래를 전문으로 한다. 그는 노동계급을 다양한 권력과 그에 따른 다양한 계급 의식 의 하위 집단으로 분해했다는 점에서 고전적 맑스주의에서 벗어나기로 유명했다. 라이트는 이러한 관점의 변화에 적응하기 위해 심층 민주주의와 틈새 혁명을 비롯한 새로운 개념을 도입했다.
라이트는 1947년 2월 9일 캘리포니아 버클리 에서 태어났지만 캔자스 주 로렌스에서 자랐다. 라이트의 부모인 M. Erik 라이트와 Beatrice Ann(Posner) 라이트는 모두 캔자스 대학의 심리학 교수였다. 그의 부모는 둘 다 유대인이었다.  그는 1968년 Harvard College (사회학)에서 1개 , 1970년 University of Oxford(University of Oxford) Balliol College (역사)에서 2개의 문학사 학위를 받았다. 라이트는 1976년 University of California, Berkeley 에서 사회학 박사 학위를 받았다 그는 1976년 University of Wisconsin–Madison  의 사회학 교수가 되었다
라이트는 1970년대 중반부터 베트남 전쟁과 시민권 운동으로 급진화된 젊은 학자 세대와 함께 지식인 사회에 기여하기 시작했다.
Wisconsin–Madison 대학에서 라이트는 Wilmot James, César Rodríguez Garavito 및 Vivek Chibber 가 포함된 저명한 사회학자 및 정치인이 된 수많은 젊은 학자의 논문을 감독했다.  라이트는 또한 Gøsta Esping-Andersen, 전 미국 사회학회 회장 Eduardo Bonilla-Silva, 그리고 고 Devah Pager를 포함하여 사회 계층화, 사회 정책 및 불평등 분야에 상당한 공헌을 한 학자들의 논문 위원회에서 일했다.
라이트의 경력 전반에 걸쳐 그는 다른 대학에서 사회학 교수진에 합류하도록 권유받았다.  1981년 하버드 대학에서 한 가지 주목할만한 채용 시도가 있었다. 라이트의 지지자 중에는 라이트의 마르크스주의적 정치적 약속에 반대했음에도 불구하고 라이트의 작업을 존중한 Harrison White가 있었다. 하버드에서 라이트의 반대자는 Daniel Bell과 George Homans, 라이트를 모집하려는 부서의 시도를 차단했다고 주장하는 대학 총장 Derek Bok을 포함한다. 라이트를 채용하려는 Harvard의 시도는 1981년 Theda Skocpol의 임기를 거부하기로 한 결정과 동시에 이루어졌지만, 나중에 성차별 혐의에 대한 논란이 있은 후 번복되었다.
2012년 라이트는 미국 사회학 협회 회장으로 선출되었다.
라이트는 "영향력으로 기술되었다 신좌파 이론가".  그의 작업은 주로 사회 계급에 대한 연구, 특히 마르크스주의와 비맑스주의 연구자 모두가 "계급"을 사용하여 사람들의 물질적 이익, 생활 경험, 생활 조건, 수입, 조직 능력 및 집단 행동 참여 의지, 정치적 성향 등을 예측한다. 또한, 그는 연구자들이 다양한 선진 자본주의 사회와 " 탈자본주의 " 사회의 계급 구조와 역학을 비교하고 대조할 수 있는 계급 범주를 개발하려고 시도했다.
라이트는 다음의 중요성을 강조했다.
1. 경제적/생산적 자원에 대한 접근 통제 및 배제
2. 생산 관계 내의 위치;
3. 교환 관계의 시장 능력;
4. 생산적 자원의 사용으로 인한 소득에 대한 차별적 통제; 그리고,
5. "계급"을 정의할 때 노동 노력에 대한 차별적인 통제와 동시에 계급 및 계급 분석에 대한 Weber의 설명에서 영감을 받아 전문가, 숙련공, 관리자 및 감독 직원의 상황을 설명하려고 한다.